# Artur Masriera i Colomer
Artur Masriera i Colomer (Barcelona, 17 de juliol de 1860 — Barcelona, 25 de novembre de 1929) fou un escriptor i historiador català.
Dirigí el taller d'argenteria del seu pare des del 1885. Abandonà els estudis de jesuïta i es doctorà en dret, i fou catedràtic d'institut a Ciudad Real, Lleida i Reus.
La seva bibliografia abasta uns vint-i-cinc títols, entre poesia i prosa. A més, col·laborà a publicacions com La Bandera Catalana, L'Aureneta (Buenos Aires) i La Patria Catalana, i a La Vanguardia. Participà diverses vegades als Jocs Florals de Barcelona, guanyant diversos premi i essent fou proclamat Mestre en Gai Saber l'any 1905. A més, traduí sovint en català i estudià els clàssics grecollatins, i dirigí la part literària de l'Enciclopedia Espasa. Traduí al català el Hamlet de Shakespeare i les tragèdies d'Èsquil. Va deixar inèdita una traducció en vers de tota la Ilíada, que sembla haver-se perdut, llevat de cent setze versos de la Patroclia («La mort de Patrocle»).

## Obra

### Poesia

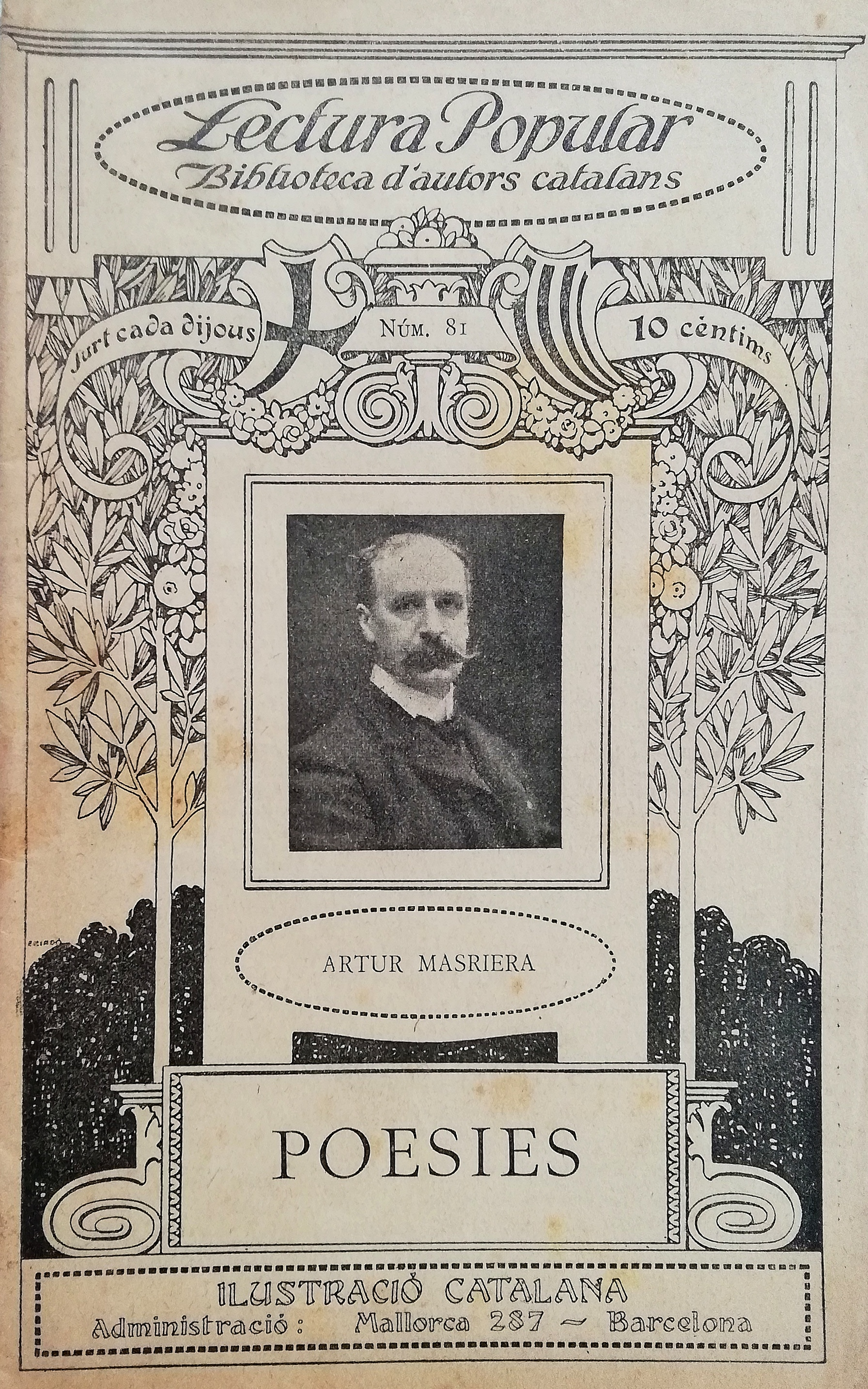
Recull de poesies d'Artur Masriera, publicat per la Ilustració Catalana dins la col·lecció Lectura Popular Biblioteca d'autors catalans, cap a l'any 1915

- Recull de poesies d'Artur Masriera, publicat per la Ilustració Catalana dins la col·lecció Lectura Popular Biblioteca d'autors catalans, cap a l'any 1915Poesies líriques, històriques, bíbliques i populars (1879)
- Poesies (1893)
- De l'art vell i de l'art nou (1913)
- Júlia

Poemes presentats als Jocs Florals de Barcelona
- La mort del Abat (1881), accèssit a l'Englantina d'or[6]
- Les Comares de Ripoll (1881), 2n accèssit a la Flor Natural[6]
- Oda d'Horaci (1881), 1r accèssit al premi extraordinari de la Diputació de Tarragona[6]
- La tallada (1881), premi de la Flor Natural[6][7]
- L'arbre del maig (1882), 2n accèssit a la Flor Natural[6]
- Les noces d'or (1883), premi de la Viola d'or i d'argent
- Lo guayta de Montjuich (1898), premi extraordinari de la revista La Costa de Llevant[8]
- Revictaris? (1900), premi extraordinari de l'Ajuntament de Reus[9]
- El rei dels arbres (1900), 1r accèssit a l'Englantina d'or[9]
- La corona d'espines (1905), premi de la Viola d'or i d'argent

### Prosa
- Tretze són tretze. Faules reaccionàries (1904)
- Perles catalanes (1878)
- Triunfantes y olvidados (1912)
- El catalanismo literario en las regiones (1913)
- De mi rebotica (1913)
- Los buenos barceloneses... (1924)
- Bibliografia de la Barcelona vuitcentista (1924)
- Oliendo a brea (1926)
- Barcelona isabelina y revolucionaria (1930)
- Diccionario de diccionarios. (Castellà, llatí, francès, català, italià, portuguès, anglès, alemany) (1916-1917)
- Lo Santuari de Nostra Senyora de Agres, en Alacant

### Traduccions
- Aristòtil - La Poètica
- Èsquil - Prometheu Encadenat
- Èsquil - Els Perses
- Shakespeare - Hàmlet